# Tatort: Schwindelfrei
Schwindelfrei ist ein Fernsehfilm aus der Krimireihe Tatort und der dritte Fall von Ulrich Tukur in der Rolle des LKA-Ermittlers Felix Murot. Der vom Hessischen Rundfunk produzierte Beitrag ist die 889. Tatort-Folge und wurde am 8. Dezember 2013 auf Das Erste zum ersten Mal ausgestrahlt.
Murot lädt Magda Wächter in den Zirkus ein, um mit ihr den Sieg über seinen Tumor zu feiern. Zufällig gerät er in einen Vermisstenfall und ermittelt undercover. Dabei stößt er auf ein tödliches Geheimnis aus der Vergangenheit eines der Artisten.

## Handlung
Felix Murot hat sich einer erfolgreichen Tumoroperation unterzogen und sein Leben beginnt wieder in gewohnten Bahnen zu laufen. Er gönnt sich zusammen mit seiner Sekretärin Magda Wächter einen Zirkusbesuch in Fulda mit anschließender Übernachtung in einem Hotel. Während der Vorstellung benimmt sich eine Frau aus dem Publikum sehr auffällig: Sie deutet auf einen Mann, den sie als „Pascha“ zu erkennen glaubt, und fordert, ihn aufzuhalten. Nachdem für kurze Zeit das Licht ausgefallen war, ist sie spurlos verschwunden.
Am nächsten Morgen schaltet Murot im Hotelzimmer den Fernseher ein und vernimmt die Vermisstenmeldung einer Editha Rourka. Er erkennt sie als die Frau aus dem Zirkuspublikum. Daraufhin beschließt er, in Fulda zu bleiben und sich in dem Zirkus noch einmal umzusehen. Zuvor trifft er sich mit einer ortsansässigen Kollegin, um Auskünfte über die Vermisste einzuholen. Demnach ist diese seit zehn Jahren in Deutschland, ist Inhaberin eines jugoslawischen Imbisses und stammt selber auch aus Jugoslawien.
Im Zirkus angelangt kommt der Kommissar gerade zu einer Probe der Kapelle, und da deren Pianist verletzt ist, springt Murot kurzerhand für ihn ein und gewinnt dadurch sofort die Sympathie der Belegschaft. Der Zirkusdirektor willigt ein, dass Murot solange als Pianist einspringt, bis der Stamm-Musiker Charly wieder genesen ist. Auf diese Weise kann sich der Ermittler unauffällig unter den Zirkusleuten umhören. Allerdings ist er nicht bei allen gut angesehen: So stößt er bei dem Albaner Buca auf große Ablehnung. Für ihn ist Murot zu wach und aufmerksam, was seinen Widerwillen erregt.
Murot beordert seine Sekretärin von Wiesbaden zurück nach Fulda, da er meint auf eine Spur gestoßen zu sein. Der verletzte Pianist hat verlauten lassen, dass er wüsste, wer für den Stromausfall vor ein paar Tagen verantwortlich ist. Schon am nächsten Tag verschwindet auch Charly spurlos. Buca gibt Murot die Schuld dafür, dass Charly die Truppe verlassen hat, denn da Murot jetzt der Pianist sei, würde man Charly nicht mehr brauchen.
Magda Wächter trifft mit diversen, im Vorfeld recherchierten Informationen über die Zirkusleute in Fulda ein. So stammen die meisten Mitglieder der Truppe aus dem Kosovo, aus Albanien und Bosnien. Der Messerwerfer Frank war früher Unteroffizier bei der Bundeswehr und im Kosovo im Einsatz. Murots Recherche zufolge wurde die vermisste Editha Rourka in ihrer Vergangenheit von den Kosovosoldaten zur Prostitution gezwungen und gequält. Einer der brutalsten war ein sogenannter „Pascha“, der nie für den Mord an einer der Prostituierten zur Rechenschaft gezogen wurde. Als Editha gegen ihn aussagen wollte, verschwand sie plötzlich.
Allmählich werden Murots Nachforschungen zu unbequem und störend, weshalb er von Zirkusdirektor Raxon entlassen wird. Am Abend nach seiner letzten Vorstellung stellt Wächter fest, dass ihr Laptop aus ihrem Hotelzimmer gestohlen wurde. Darauf befanden sich alle Informationen, die sie über die Zirkusleute zusammengetragen hatte. Murot fällt es nicht schwer zu schlussfolgern, dass Frank der „Pascha“ von damals ist und nun alles daran setzt, nicht erkannt zu werden. Er schreckte nicht davor zurück, Editha und Charly umzubringen, und droht nun auch Leja während der Vorstellung durch einen „Fehlwurf“ zu töten, wenn sie ihm nicht Charlys Tagebuch aushändigen sollte. Murot gelingt es, Leja zu beschützen und Frank zu einem unfreiwilligen Geständnis vor dem Zirkuspublikum zu bewegen.

## Hintergrund
Der Film wurde vom Hessischen Rundfunk in Frankfurt am Main, Bad Homburg vor der Höhe, Fulda und in der Umgebung von Fulda gedreht.

## Rezeption

### Einschaltquoten
Die Erstausstrahlung von Schwindelfrei am 8. Dezember 2013 wurde in Deutschland insgesamt von 9,41 Millionen Zuschauern gesehen und erreichte einen Marktanteil von 26,40 Prozent für Das Erste.

### Kritik
Klaudia Wick von tittelbach.tv schreibt sehr nüchtern: „Die Kulisse ist unübersehbar eine, hinter der sich der sozialkritische Sonntagskrimi lustvoll einen Spaß machen will. Im Arbeitslicht betrachtet bereitet die Inszenierung Ulrich Tukur doch nur die Bühne, sich und dem Publikum den ‚etwas anderen‘ Kommissars [sic!] vorzugaukeln.“
Holger Gertz von der Süddeutschen.de gibt folgendes Urteil: „‚Schwindelfrei‘ von Regisseur und Autor Justus von Dohnányi ist nichts für Menschen, die die Bettdecke unters Kinn ziehen wollen vor lauter Spannung. Die Episode ist Nummernrevue und Theaterstück und Schauspielerfilm: eine von Kameramann Karl-Friedrich Koschnick traumschön gezeichnete Zirkusgeschichte. Gesichter hinter zerbrechlichem Glas. Schweres Eisen, das den Zirkuszelten im Brachland Halt geben soll. Und das Geständnis wird in Versform vorgetragen in einem Tatort, der sich nicht verkniffen darum bemüht, einer zu sein. Also: ein Liebhaberstück.“
Bei Spiegel.de stellt Christian Buß verhalten fest: „Mag sein, dass als Inspiration Federico Fellinis brutal-poetische Artistenballade ‚La Strada‘ diente, am Ende erinnert die kriminalistische Nummernrevue doch nur an die Butterstullen-Gaukelein im Hamburger Hansa Theater. Dazu gibt es dann noch ein paar hingeworfene Verweise auf Verbrechen während des Balkankrieges, weil es ohne politische Kontextualisierung nun mal nicht geht.“
Christina Kühnel bei T-online.de urteilt sehr negativ: „Dieser ‚Tatort‘ dürfte schon in den ersten Minuten zahllose TV-Zuschauer verloren haben. Ulrich Tukur als Hauptkommissar Murot ist nicht jedermanns Sache, das machte der Ermittler mit dem Hirntumor namens Lilly schon in seinen ersten beiden Fällen deutlich. Nun ist Murot zwar geheilt - doch auch sein dritter Fall namens ‚Schwindelfrei‘ war so skurril wie die beiden zuvor.“
Ähnlich sieht das Jan Wiele bei faz.net und schreibt: „Wenn Tukur seinen LKA-Ermittler Murot als Clown und Uwe Bohm den Messerwerfer spielen will, was kommt dabei heraus? Ulrich Tukurs dritter Hessen-‚Tatort‘ ist ein großer Zirkus.“
Angelika Zahn bei Focus online sieht das Ganze positiv und meint: „Es mag spannendere, spektakulärere Fälle geben als den im ‚Tatort -Schwindelfrei‘. Dennoch vermisst man in dem neuen Krimi des hessischen Rundfunks nichts.“
Die Kritiker der Fernsehzeitschrift TV Spielfilm urteilen zu diesen Tatort: „Die Spannung ist verhalten, aber die Stimmung schön düster. […] Murot bleibt der etwas andere Ermittler.“